# VGA 단자

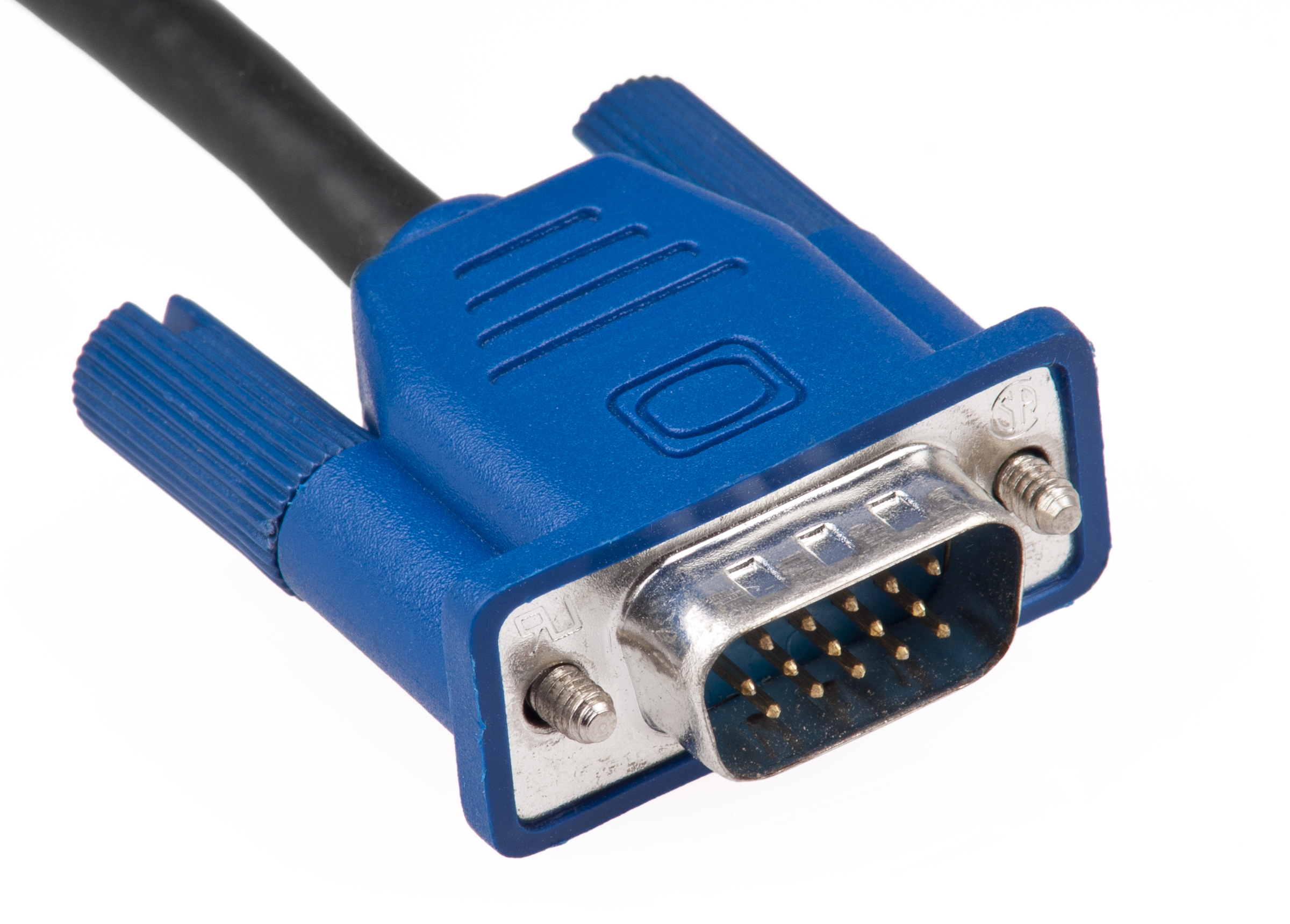
VGA 케이블

VGA 단자(VGA connector)라고 일반적으로 알려진 것(RGB 커넥터, D-sub 15, mini sub D15와 미니 D15를 포함)은 3열 15핀의 DE-15이다. 총 4개의 버전이 있다: 초기버전 과 DDC2 핀모양과 기능이 떨어져 잘 사용되지 않은 9-핀 VGA 와 휴대용 컴퓨터에 사용된 미니-VGA가 있다.
대부분의 영상 카드, 컴퓨터 모니터등에 사용되는 일반적인 15-핀 VGA 커넥터는 일반적으로 "HD-15"라고 불린다. 고화질을 위한 HD 표준은 동일한 기능을 가지지만 2열로 구성된 핀으로 구별된다. 하지만, 이 커넥터는 DB-15나 HDB-15로 부정확하게 나타내기도 한다.
"VGA 단자"와 연결된 케이블은 아날로그 장치에 RGBHV(빨강 - 녹색 - 파랑 - 수평 동기 - 수직 동기) 영상 신호와 디스플레이 데이터 채널(DDC2)의 디지털 클럭과 데이터 전송에 거의 대부분 사용되었다.
(휴대용 컴퓨터 같이) 제한된 크기에서 미니-VGA 포트는 본래의 VGA 커넥터를 대체하기도 했다.

## 케이블 품질
동일한 VGA 케이블은 다양한 지원 VGA 해상도와 더불어 사용할 수 있는데, 640×400px @70 Hz (24 MHz의 신호 대역폭)에서 1280×1024px (SXGA) @85 Hz (160 MHz)까지, 최대로는 2048×1536px (QXGA) @85 Hz (388 MHz)까지 이용이 가능하다. 개별 해상도마다 요구하는 화질을 정의하는 표준은 없으나 더 높은 품질의 케이블은 일반적으로 동축선으로 되어 있고 절연 처리되어 두꺼운 편이다.

## 어댑터
어댑터로는 HDMI to VGA, DVI to VGA 어댑터, VGA to SCART 컨버터가 존재한다. 단, HDMI/DVI to VGA 어댑터의 경우 오디오 채널을 전송하지 않으며, 별도 오디오 케이블이 사용된다. HDMI to VGA 어댑터는 대부분의 디스플레이가 HDMI 포트를 통해 아날로그를 읽어들이지 못하기 때문에 유용하지 않을 수도 있다. 그러나 이 디스플레이의 EDID는 읽을 수 있다.

## 같이 보기
- VGA
- 디지털 비주얼 인터페이스 (DVI)
- 디스플레이 데이터 채널 (DDC/DDC2)
- VESA
- 확장된 디스플레이 식별 데이터 (EDID)
- 슈퍼 VGA